# یواس‌اس مین (ای‌سی‌آر-۱)
یواس‌اس مین (ای‌سی‌آر-۱) (به انگلیسی: USS Maine (ACR-1)) یک کشتی است که طول آن ۳۲۴ فوت ۴ اینچ (۹۸٫۹ متر) می‌باشد. این کشتی در سال ۱۸۸۹ ساخته شد.